# City Gate Ramat Gan
City Gate Ramat Gan é um dos arranha-céus mais altos do mundo, com 244 metros (801 ft). Edificado na cidade de Ramat Gan, Israel, foi concluído em 2001 com 68 andares.